# Microrégion de Pato Branco
La microrégion de Pato Branco est l'une des trois microrégions qui subdivisent le sud-ouest de l'État du Paraná au Brésil.
Elle comporte 10 municipalités qui regroupaient 154 058 habitants en 2006 pour une superficie totale de 3 883 km2.

## Municipalités[1]
- Bom Sucesso do Sul
- Chopinzinho
- Coronel Vivida
- Itapejara d'Oeste
- Mariópolis
- Pato Branco
- São João
- Saudade do Iguaçu
- Sulina
- Vitorino